# Thiên tài Quảng cáo Lee Tae-baek
Thiên tài Quảng cáo Lee Tae-baek (tiếng Hàn: 광고천재 이태백; Hanja: 廣告天才李太白; Romaja: Gwanggocheonjae Lee Tae-baek) là bộ phim truyền hình Hàn Quốc sản xuất năm 2013 với sự tham gia diễn xuất của Jin Goo, Park Ha-seon, Jo Hyeon-jae và Han Chae-young. Bộ phim lên sóng trên kênh KBS2 từ ngày 4/2 đến ngày 26/3/2013.
Nhân vật chính được thiết kế dựa trên hình mẫu chính trong tác phẩm "Thiên tài Quảng cáo Lee Jae-seok" của tác giả, nhả hoạt động xã hội Jeski (tên thật là Jaeseok Lee).

## Cốt truyện
Bộ phim xoay quanh thế giới của nền công nghiệp quảng cáo, miêu tả chân thực về cuộc sống, niềm đam mê công việc và tình yêu của những người theo đuổi lĩnh vực này.
Nội dung câu chuyện xuyên suốt quá trình thành danh của Lee Tae-baek, một chàng thanh niên đã nỗ lực vượt bậc để vượt qua trở ngại từ những năm tháng trung học, và sau này trở thành nhà quảng cáo hàng đầu.

## Diễn viên

### Diễn viên chính
- Jin Gu vai Lee Tae-baek[11] : Thiên tài tạo hình có tinh thần thép
- Park Ha-seon vai Baek Ji-yoon[12] : Người viết bài quảng cáo có cảm thụ tuyệt vời
- Jo Hyeon-jae vai Addie Kang : Chiến lược gia kiệt xuất
- Han Chae-young vai Go A-ri  / Go Bok-hui: Khả năng giao tiếp, đàm phán đầy thu hút
  - Lee Sae-rom vai Go Bok-hui  lúc nhỏ

### Diễn viên phụ
- Go Chang-seok vai Ma Jin-ga
- Kwak Hui-seong vai Ma I-chan
- Ah Young vai Gong Seon-hye
- Bang Dae-han vai Hat-san
- Choi Jeong-woo vai Kang Han-cheol
- Lee Hae-young vai Hwang Jeon-mu
- Hong Ji-min vai Lee Eun-hui
- Sin Seung-hwan vai Sin Dong-hun
- Lee Jeong-gil vai Kim Jong-wook
- Yang Hui-yun vai Jang Min-a
- Han Seon-hwa vai Lee So-ran
- Jeong Young-sook vai Ji Kwan-sun

## Thông số người xem
| Tập    | Ngày      | Số liệu TNMS | Số liệu TNMS | Số liệu AGB | Số liệu AGB |
| Tập    | Ngày      | Hàn Quốc     | Seoul        | Hàn Quốc    | Seoul       |
| ------ | --------- | ------------ | ------------ | ----------- | ----------- |
| Tập 1  | 4/2/2013  | 5.2%         | 6.0%         | 4.3%        | 4.3%        |
| Tập 2  | 5/2/2013  | 5.1%         | 5.3%         | 4.4%        | 5.0%        |
| Tập 3  | 11/2/2013 | 4.8%         | 5.7%         | 4.4%        | 5.4%        |
| Tập 4  | 12/2/2013 | 5.3%         | 5.4%         | 4.4%        | 4.8%        |
| Tập 5  | 18/2/2013 | 5.3%         | 6.2%         | 4.0%        | 4.7%        |
| Tập 6  | 19/2/2013 | 5.4%         | 5.8%         | 3.9%        | 4.0%        |
| Tập 7  | 25/2/2013 | 4.1%         | 4.8%         | 4.3%        | 5.3%        |
| Tập 8  | 26/2/2013 | 4.4%         | 4.9%         | 4.0%        | 4.6%        |
| Tập 9  | 4/3/3013  | 3.9%         | 4.3%         | 3.5%        | 4.0%        |
| Tập 10 | 5/3/3013  | 4.0%         | 5.0%         | 4.2%        | 5.2%        |
| Tập 11 | 11/3/2013 | 4.4%         | 4.5%         | 3.5%        | 3.9%        |
| Tập 12 | 12/3/2013 | 4.1%         | 5.1%         | 3.5%        | 4.0%        |
| Tập 13 | 18/3/2013 | 3.9%         | 4.0%         | 3.8%        | 4.4%        |
| Tập 14 | 19/3/2013 | 4.0%         | 5.0%         | 3.7%        | 4.3%        |
| Tập 15 | 25/3/2013 | 3.8%         | 4.5%         | 3.6%        | 4.1%        |
| Tập 16 | 26/3/2013 | 5.5%         | 5.7%         | 6.3%        | 6.7%        |

## Nhạc phim
Part.1
- Just A Man In Love (TOXIC)

Part.2
- Love Afternoon (Urban Zakapa)

Part.3
- Never Cry (E.D.E.N)

Part.4
- Cold Coffee (Voice Man)